# Bisnaga glaucescens
Bisnaga glaucescens (sin. Ferocactus glaucescens), vrsta kakstusa iz roda Bisnaga, nekada uključivan u rod Ferocactus.

## Uzgoj
- Drugi nazivi:  Echinocactus pfeifferi, Bisnaga glaucescens, Ferocactus pfeifferi, Echinocactus glaucescens
- Preporučena temperatura:  Noć: 9-11 °C
- Tolerancija hladnoće:  podnosi smrzavanje
- Minimalna temperatura:  10°C
- Izloženost suncu:  cijelo vrijeme
- Porijeklo:  središnji Meksiko (Hidalgo)
- Opis:  kaktus bačvastog oblika,visine do 55 cm,i širine do 50 cm
- Ferocactus glaucescens je veličanstvena vrsta s prekrasnom zelenom bojom tijela i zlatnim bodljama.
- Cvjetovi:  žute boje,široki su od 3-4 cm,pojavljuju se ljeti.Plodovi su bijele boje dugi 2 cm.